# Лентане сул Севезо
Лента̀те сул Севѐзо (на италиански: Lentate sul Seveso, на западноломбардски: Lentàa, Лентаа) е град и община в Северна Италия, провинция Монца и Брианца, регион Ломбардия. Разположен е на 250 m надморска височина. Населението на общината е 15 572 души (към 2010 г.).
До 2009 г. общината е част от провинция Милано.